# Charles Chobrzyński
Charles Chobrzyński, (nom complet : Jean Pierre Charles Chobrzyński, en polonais Chobrzyński Karol Jan Piotr) né le 1er novembre 1809 à Brachowice (Pologne) et mort le 2 octobre 1883  dans le 10e arrondissement de Paris, est un ingénieur civil centralien polonais, naturalisé français en 1862.
Il est de 1845 à sa retraite, l'ingénieur-inspecteur principal à la traction de la Compagnie des chemins de fer du Nord.

## Biographie
Charles Chobrzynski est né le 1er novembre 1809 à Brachowice en Pologne. Il est le fils de Louis Chobrzynski et de Joséphine Zamoïska, une famille de la noblesse polonaise, ayant des moyens financiers importants.
Il est étudiant en fin de troisième année à l'École polytechnique de Varsovie lorsque débute l'Insurrection de Novembre contre le pouvoir russe. Il prend une part active dans les combats en tant qu'officier d'infanterie dans l'armée polonaise. Après la défaite, en 1831, il émigre en France, comme « des milliers de compagnons d'armes ». Sa famille étant ruinée, il rejoint Castres où il trouve un travail manuel dans une teinturerie.
En 1834, il bénéficie d'une aide financière, allouée par le gouvernement, qui lui permet de rejoindre Paris et d'intégrer l'École centrale où il bénéficie d'une bourse octroyée par son fondateur et directeur Alphonse Lavallée. Il en sort diplômé en 1836.
Pendant un an, il est préparateur de chimie à l’école. Il travaille ensuite sur les études d’un nouveau chemin de fer en Suisse, au bureau d’études d'Eugène Flachat. Il devient son représentant aux forges d'Abainville avant de rejoindre Vierzon pour prendre la direction des forges. En 1844 il épouse Marie Camille Rodrigues (1821-1878), la fille de Olinde Rodrigues. Désormais, lié familialement par sa femme, aux Frères Pereire, il est envoyé au service matériel de la Compagnie du chemin de fer de Paris à Saint-Germain. Ayant fait ses preuves, ses patrons, en 1845, le nomment au poste important d'ingénieur-inspecteur principal à la traction de la toute récente Compagnie des chemins de fer du Nord, qui n'a pas encore reçus sa première locomotivea,.
Il présente en 1855 un mémoire de présentation des grilles « à gradins » pour les foyers de chaudières de locomotives.
Le 20 juin 1855, par décret, il est admis à domicilier en France, il habite à Paris. Il est décoré de la Légion d'honneur le 2 juillet de cette même année.
Charles Chobrzyński obtient la nationalité française le 16 août 1862.
En 1867, il conduit lui-même le train qui amène le tsar Alexandre II à l'exposition Internationale pour tranquilliser le gouvernement français qui craint un attentat des cheminots polonais.
Charles Chobrzyński, meurt à Paris le 2 octobre 1883. Il est inhumé au cimetière des Champeaux de Montmorency.

## Publications

### Auteur
- « Mémoire N° XL : Sur l'application nouvelle de grilles à gradins », Mémoires et compte-rendu des travaux de la société des ingénieurs civils, vol. 8,‎ 1855, p. 33-45 (lire en ligne).
- « Séance du 19 mars 1858 : Tableau récapitulatif des résultats de la substitution de la houille au coke dans l'alimentation des locomotives des chemins de fer du Nord, pendant les années 1855 à 1857 », Mémoires et compte-rendu des travaux de la société des ingénieurs civils, vol. 11,‎ 1858, p. 55-56 (lire en ligne).
- « Note : concernant des expériences sur les effets comparatifs des échappements fixes et des échappements variables dans les locomotives », Mémoires et compte-rendu des travaux de la société des ingénieurs civils, vol. 13,‎ 1860, p. 435-444 (lire en ligne).

### Co-auteur
- avec M. de Marsilly (ingénieur des mines), « De l'emploi de la houille dans les locomotives (extrait) », Bulletin de la Société d'Encouragement pour l'Industrie Nationale, 2e série, t. 4, no 56e année,‎ 1857, p. 445-447 (lire en ligne).

### Traducteur
- Henry Bessemer, Fabrication du fer et de l'acier (Communication de l'auteur à la Société des ingénieurs civils de Londres et discussion qui s'y rattache), Neuilly, 1861, 32 p., In-8 (lire en ligne)[10].

## Distinctions
- 2 mai 1855 : Chevalier de l'Ordre national de la Légion d'honneur[6].